# Callisphyris odyneroides
Callisphyris odyneroides là một loài bọ cánh cứng trong họ Cerambycidae.